# Nouriel Roubini
Nouriel Roubini (Istanbul, 29 de març de 1959) és un destacat economista contemporani. És professor d'economia a la Universitat de Nova York i president de la consultora RGE Monitor.
Roubini va guanyar notorietat per predir ja el 2006 la recessió internacional desencadenada per la Crisi hipotecària de 2007, per la qual cosa es va guanyar l'apel·latiu de «Dr. Doom» (Doctor Malastrugança). Inicialment considerades pessimistes, les seves prediccions van demostrar ser precises conforme es desenvolupava la Crisi financera global del 2007-2012.

## Formació
Nouriel Roubini va néixer a Istanbul, Turquia, el 29 de març de 1959. Quan tenia dos anys, la seva família, de procedència jueu-iraniana, es va establir a l'Iran. Posteriorment va viure a Israel i Itàlia, on va realitzar els seus estudis universitaris. Va obtenir el doctorat en economia internacional a la Universitat Harvard. En l'actualitat és ciutadà dels Estats Units d'Amèrica.

## Trajectòria
Nouriel Roubini ha exercit diverses funcions al Departament del Tresor dels Estats Units, va ser docent a la Universitat Yale i actualment és professor d'economia a l'Escola de Negocis Stern, de la Universitat de Nova York. També és president de RGE Monitor, una empresa consultora especialitzada en finances.
Roubini és reconegut per les seves prediccions respecte a la crisi financera deslligada a partir de la Crisi de les hipoteques subprime. Especialment per la seva presentació davant el Fons Monetari Internacional el 2006, on va ser rebut amb escepticisme. Però cap a la fi de l'any 2008, era clar que gran part de les seves prediccions s'havien convertit en realitat. De ser un professor poc conegut, va passar a rebre invitacions per brindar conferències davant institucions tan influents com el Congrés dels Estats Units i el Fòrum econòmic mundial de Davos. No totes les seves prediccions s'han acomplertes fins ara. El 2013 va predir una sortida per als pròxims anys de l'estat espanyol de la zona euro.

## Obra destacada
- Roubini, Nouriel; Mihm, Stephen. Com ens es sortirem. Full de ruta del futur de l'economia de la mà de l'expert que va predir la crisi mundial.  Barcelona: Destino, 2010, p. 592. ISBN 9788497101400.
- «Quatre trajectòries de col·lisió per a l'economia mundial». Ara, 28-09-2019.